# Gais 1977
Fotbollsklubben Gais spelade säsongen 1977 i division II södra, där man slutade nia i serien efter att ända in i slutomgången ha varit inblandad i bottenstriden.
I svenska cupen 1977/1978 åkte Gais ut i femte omgången.
Kenneth Wessberg och Leif Larsson delade på titeln som Gais interna skyttekung med åtta mål var, medan Mikael Johansson tilldelades Hedersmakrillen som lagets bästa spelare.

## Inför säsongen

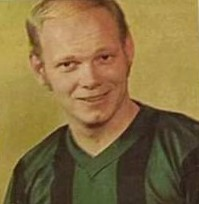
Den gamle kultspelaren Kent Grek blev inför säsongen lagledare.

Rune Jingård, som hade tagit över som tillfällig tränare sedan Vilmos Varszegi tvingats bort, hade inga planer på att fortsätta och ersattes redan i november 1976 av 47-årige Arne Lindqvist, som var inspirerad av tyska och nederländska träningsmetoder med mycket boll och individuell träning och mindre av terränglöpning. Ny lagledare blev den gamle Gais-ikonen Kent Grek.
Gais stod inför en generationsväxling. Stjärnan Eine Fredriksson hade hoppats att direkt gå upp i allsvenskan med Gais igen 1976, men när så inte blev fallet såldes han i stället till IFK Norrköping. Veteranerna Sune Persson och Thomas Bloom varvade ner i lägre divisioner, och även Tommy Andersson, den konstant skadedrabbade Björn "Fårbo" Gustavsson och målvakten Glenn Sevestedt försvann.
Gais dåliga ekonomi tillät inga spektakulära nyförvärv: De nya spelare som kom in var den gamle öisaren Berry Larsson (från IFK Sundsvall) och Kjell Johansson (från Jonsereds IF), medan övriga luckor fylldes upp av egna produkter som Lars Liljeblad och Jan-Olof Edlind. Större delen av de pengar som klubben fick från försäljningen av Eine Fredriksson gick åt till att betala gamla skulder. Gais kassör Rolf Pålsjö meddelade att klubbens mål från 1976 om att bli skuldfri på tre år inte skulle lyckas.
Till råga på allt elände i klubben blev både Hasse Johansson och Sten Pålsson skadade under försäsongen.

## Seriespel
Det var ett stukat Gais som gav sig in i seriespelet 1977. Jämfört med den sista matchen 1976 hade man åtta nya spelare i startelvan i seriepremiären. Efter tre omgångar var Gais under nedflyttningsstrecket, och det dröjde till femte matchen, mot Alvesta GIF, innan Gais ens gjorde ett seriemål, genom Hasse Johansson, som var tillbaka efter sin skada. Försvaret var däremot starkt, och fyrbackslinjen, bestående av Osborn Larsson, Nils Norlander, Mikael Berthagen och Mikael Johansson höll rent framför en för en gångs skull skadefri Kjell Uppling i målet.

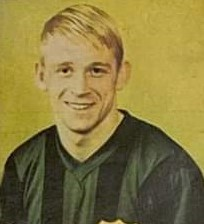
Hasse Johansson inledde säsongen skadad, men kom tillbaka och ingöt optimism i laget.

Sedan hittade Gais även det offensiva spelet: Gais lämnade nedflyttningsplatsen efter 4–0 mot IFK Ulricehamn, och följde upp denna seger med nya målkalas mot IS Halmia (4–1) och IFK Malmö (5–1). Gais många ungdomar mognade snabbt, och de offensiva pjäserna Leif Larsson, Kenneth Wessberg och Stefan Gustavsson började göra mål. Klubben andades optimism igen, och man började tro på allsvenskan om två år.
Optimismen kom dock på skam när Pålssons ljumskar återigen började krångla och även Hasse Johansson på nytt blev skadad. Under hösten rasade Gais ihop alldeles. Efter 1–4 borta mot bottenkonkurrenterna IFK Ulricehamn hävdade många gaisare att det var klubbens sämsta match genom tiderna. Med två matcher kvar var Gais rejält insnärjda i bottenstriden. Man hade förlorat fyra raka matcher, och marginalen till Råå IF under strecket var bara en poäng. Gais var således tvunget att vinna borta mot Jönköpings Södra IF, och i 67:e minuten gjorde inhoppande Leif Larsson det förlösande 1–0 på Stadsparksvallen. Tio minuter senare punkterade Micke Johansson matchen med sitt 2–0-mål.
Nedflyttningshotet var dock inte över. I sista matchen mötte Gais IFK Hässleholm hemma på Ullevi. Ett oavgjort resultat skulle säkra kontraktet, men även en förlust skulle räcka om den samtidiga matchen mellan IFK Malmö och Råå IF vanns av endera laget. Gais inledde starkt i sin match, men efter 43 minuter ådrog man sig en straff. Samtidigt hade Råå kvitterat mot Malmö, och ett straffmål för Hässleholm skulle innebära att Gais var på nedflyttningsplats. Gästernas Ronny Gyllix sköt dock straffen utanför, och i matchens slutminuter fick i stället Gais straff. Leif Larsson sköt den säkert i mål, och Gais höll sig kvar i serien.
Den usla säsongen blottlade en mängd konflikter och intriger i klubben. Tränaren Arne Lindqvist sade upp sig, sedan det visat sig att Kent Grek i augusti hade bett om att bli uppgraderad från lagledare till tränare. Denna begäran beviljade styrelsen, men otroligt nog meddelade man inte Lindqvist om detta, vilket ledde till att man hade två A-lagstränare, utan att den ene av dem ens kände till det! Även Grek sade upp sig efter säsongen, liksom juniortränaren Gunnar Gren.
Vid ett stormigt årsmöte ersattes den mångårige styrelseordföranden Bengt Bjerned av Reinhold Gamklou, och fyra nya medlemmar valdes in i styrelsen, som kom att bestå av hela tio personer. De fyra skulle emellertid snart hoppa av, och blev inte ersatta. Styrelsen fick därmed en viss arbetsro igen, och fick dessutom förtroende från spelarna.

### Tabell
| Nr | Lag                 | S  | V  | O  | F  | GM | IM | MS  | P  |
| -- | ------------------- | -- | -- | -- | -- | -- | -- | --- | -- |
| 1  | Åtvidabergs FF (N)  | 26 | 16 | 8  | 2  | 45 | 11 | +34 | 40 |
| 2  | Örgryte IS (N)      | 26 | 13 | 8  | 5  | 56 | 36 | +20 | 34 |
| 3  | Alvesta GIF (U)     | 26 | 11 | 7  | 8  | 43 | 40 | +3  | 29 |
| 4  | Mjällby AIF (U)     | 26 | 9  | 10 | 7  | 37 | 38 | −1  | 28 |
| 5  | Helsingborgs IF     | 26 | 10 | 7  | 9  | 35 | 32 | +3  | 27 |
| 6  | IS Halmia           | 26 | 8  | 11 | 7  | 37 | 36 | +1  | 27 |
| 7  | Norrby IF           | 26 | 9  | 8  | 9  | 37 | 39 | −2  | 26 |
| 8  | IFK Hässleholm      | 26 | 10 | 6  | 10 | 39 | 49 | −10 | 26 |
| 9  | Gais                | 26 | 8  | 8  | 10 | 34 | 29 | +5  | 24 |
| 10 | Jönköpings Södra IF | 26 | 7  | 10 | 9  | 35 | 45 | −10 | 24 |
| 11 | IFK Malmö           | 26 | 6  | 11 | 9  | 31 | 37 | −6  | 23 |
| 12 | Råå IF              | 26 | 8  | 6  | 12 | 37 | 34 | +3  | 22 |
| 13 | IFK Ulricehamn (U)  | 26 | 6  | 7  | 13 | 29 | 40 | −11 | 19 |
| 14 | Grimsås IF          | 26 | 2  | 11 | 13 | 12 | 41 | −29 | 15 |

### Seriematcher
| Lag                | Hemma | Borta |
| ------------------ | ----- | ----- |
| Åtvidabergs FF     | 0–0   | 1–1   |
| Örgryte IS         | 1–3   | 0–0   |
| Alvesta GIF        | 1–1   | 2–1   |
| Mjällby AIF        | 2–3   | 0–1   |
| Helsingborgs IF    | 2–0   | 0–1   |
| IS Halmia          | 4–1   | 1–3   |
| Norrby IF          | 1–1   | 1–2   |
| IFK Hässleholm     | 1–0   | 0–1   |
| Jönköping Södra IF | 0–0   | 2–0   |
| IFK Malmö          | 0–2   | 5–1   |
| Råå IF             | 1–1   | 1–2   |
| IFK Ulricehamn     | 4–0   | 1–4   |
| Grimsås IF         | 0–0   | 3–0   |

### Spelarstatistik
| Namn               | Matcher | Mål |
| ------------------ | ------- | --- |
| Kenneth Wessberg   | 26      | 8   |
| Mikael Berthagen   | 26      |     |
| Kjell Uppling (mv) | 26      |     |
| Leif Larsson       | 25      | 8   |
| Nils Norlander     | 25      | 1   |
| Mikael Johansson   | 24      | 1   |
| Osborn Larsson     | 24      | 1   |
| Jan-Olof Edlind    | 22      | 1   |
| Stefan Gustavsson  | 21      | 3   |
| Hans Johansson     | 16      | 4   |
| Lars Liljeblad     | 15      | 2   |
| Kjell Johansson    | 14      | 2   |
| Berry Larsson      | 13      | 1   |
| Sten Pålsson       | 13      |     |
| Alf Engqvist       | 10      |     |
| Lennart Berntsson  | 6       |     |
| Rolf Linder        | 4       |     |
| Martin Augustsson  | 3       |     |
| Olle Calming       | 2       |     |
| Christian Pestat   | 2       |     |
| Bengt Andersson    | 1       |     |
| Roger Hafvenström  | 1       |     |

## Svenska cupen
Gais inledde cupspelet i den tredje omgången med 3–0 borta mot Säters IF den 26 juni, efter två mål av Kjell Johansson och ett av Leif Larsson. I fjärde omgången ställdes man den 24 juli mot Norvalla IF, också på bortaplan, där man vann med 2–1 efter mål av Stefan Gustavsson och Lars Liljeblad. I femte omgången, den 22 oktober, mötte man IF Elfsborg hemma på Ullevi, men allsvenskarna blev för svåra och vann med 2–0.